# 研究開発費等に係る会計基準
研究開発費等に係る会計基準（けんきゅうかいはつひとうにかかるかいけいきじゅん）とは、企業会計審議会より公表された、研究開発費・ソフトウェアに関する原則、基準である。
なお、本会計基準は平成10年3月に公表され翌11年4月1日以降開始事業年度より摘要されているが、その後平成20年12月に企業会計基準委員会より一部改正がされている。

## 制度の趣旨
従来、開発費と試験研究費は会社の任意で繰延資産とすることができていた。しかし、新技術や新製品の発見、発明に要する支出は必ずしも製品などに直接結びつく保証はなく、これを資産として計上することは妥当ではないと考えられるようになった。そこで、研究開発費として新たに会計基準が設定された。

## 研究開発費・ソフトウェアの概要

### 研究開発の範囲
「研究」とは、新しい知識の発見を目的とした計画的な調査及び探究をいい、「開発」とは、新しい製品等についての計画もしくは設計として、又は既存の製品等を著しく改良するための計画もしくは設計として、研究の成果その他の知識を具体化することをいう。

### ソフトウェアの分類
ソフトウェアとはコンピュータを機能させるように指令を組み合わせて表現したプログラム等をいい、制作目的に応じて以下の3分類に区分する。
| 分類                       | 定義 |
| -------------------------- | --- |
| 受注制作のソフトウェア     | 特定のユーザーから特定の仕様で、個別に受託して制作するソフトウェアのこと。 |
| 市場販売目的のソフトウェア | ソフトウェア製品マスターを制作し、それを複製して不特定多数のユーザーに販売するパッケージ・ソフトウェア等のこと。                                                                  |
| 自社利用のソフトウェア     | ユーザーにサービス提供を行い、その対価を得るために自社で利用するソフトウェアや、社内の業務遂行を効率的に行うなど、 社内の管理目的等で自社で利用するためのソフトウェアが含まれる。 |

## 会計処理の概要

### 研究開発費の概要
研究開発費は、発生時には将来の収益を獲得できるか否か不明であり、研究が進行しても依然としてその獲得が確実でないため、研究開発費を資産として貸借対照表に計上することは適切ではなく、全て発生時に費用処理する。
しかし、国際会計基準(IFRS)では一定の条件のもとに「無形資産」に計上される。これについては、軽減税率の制度設計を2012年6月13日の衆議院の公聴会で提案した田淵隆明は、我が国の産業競争力を低下されている元凶であると厳しく指摘している。

### ソフトウェアの概要
ソフトウェアは、上記3分類の区分に応じ、以下の会計処理をする。
| 分類                       | 処理方法 |
| -------------------------- | --- |
| 受注制作のソフトウェア     | 受注制作のソフトウェアの制作費は、請負工事の会計処理に準じて処理することとされており、「工事契約に関する会計基準」の適用対象となる。 |
| 市場販売目的のソフトウェア | 市場販売目的のソフトウェアの制作費用のうち、「最初に製品化された製品マスター」の完成時点までの制作活動は研究開発と考えられ、 ここまでに発生した費用は研究開発費として処理し、その後に発生したものについては基本的に無形固定資産として資産計上される。 |
| 自社利用のソフトウェア     | 将来の収益獲得又は費用削減が確実であると認められる場合に無形固定資産として資産計上し、その他の場合には費用処理する。 |

### 研究開発費とソフトウェアの関係
研究開発目的のソフトウェアの制作費は、研究開発費として処理されることとなるが、研究開発目的以外のソフトウェアについても、制作に要した費用のうち、研究開発に該当する部分を研究開発費として会計処理をする。

## 税法との関係について

### 研究開発費
法人税法では、会計基準と同様に試験研究費は損金とされる。
しかし、会計基準において特定の研究開発目的にのみ使用され、他の目的に使用できないもの等を取得した場合は費用計上されるが、税務上は資産計上の上減価償却の対象となる。
このほか、青色申告法人等の一定の法人である場合については、支出した試験研究費に応じて一定額の税額控除が受けられる。

### ソフトウェア
法人税法上、ソフトウェアについては取得の形態にかかわらず無形固定資産として計上され、次の法定耐用年数に応じて定額法により償却される。
1. 複写して販売するための原本　　3年
2. 開発研究用のもの　　　　　　　　　3年
3. その他　　　　　　　　　　　　　　　　5年

## 脚註
1. ↑  「研究開発費等に係る会計基準」の一部改正」（企業会計基準委員会）https://www.asb.or.jp/asb/asb_j/documents/docs/ketsugou/ketsugou_5.pdf
2. ↑  旧商法施行規則第37条
3. ↑  研究開発費等に係る会計基準一1
4. ↑  同　会計基準三
5. ↑  田淵隆明「システム監査のための会計・法律・数学・理科・教育課程再入門（8）」『日本システム監査人協会報』第281号、2024年7月25日、8頁。
6. ↑  同　会計基準四1
7. ↑  工事契約に関する会計基準5項
8. ↑  研究開発費及びソフトウェアの会計処理に関する実務指針8項
9. ↑  同　実務指針11項
10. ↑  研究開発費等に係る会計基準三
11. 1 2  「新会計基準による法人税申告調整の手引き」　ASG監査法人・ASG税理士法人　共著
12. ↑  b:租税特別措置法第42条の4第1項　他